# Cheilotrichia monosticta
Cheilotrichia monosticta är en tvåvingeart som först beskrevs av Alexander 1927.  Cheilotrichia monosticta ingår i släktet Cheilotrichia och familjen småharkrankar. Inga underarter finns listade i Catalogue of Life.